# Горриа, Ана
Ана Горри́а (исп. Ana Gorría, 1979, Барселона) — испанская поэтесса.

## Биография
Закончила филологический факультет Университета Комплутенсе (испанская филология), лингвист. Пишет докторскую диссертацию. Автор двух книг стихов. Публикует критические статьи и заметки о литературе и кино, входит в редакционный совет журнала Silencios. Переводит поэзию с галисийского и английского языков (Чус Пато, Джон Эш).

## Творчество
Минималистскую лирику Аны Горриа критики связывают с поэтикой Антонио Гамонеды. Её стихи входят в многие испанские поэтические антологии 2000-х годов. Её стихи переведены на английский, французский, немецкий, итальянский языки.

## Книги
- Клепсидра/ Clepsidra (2004)
- Арахна/ Araña (2005, с иллюстрациями и нотами)